# Carl B. Huffaker
Carl Barton Huffaker (* 30. September 1914 in Monticello; † 10. Oktober 1995 in Kalifornien) war ein US-amerikanischer Biologe, Ökologe und Agrarwissenschaftler.
Er leistete bedeutende Beiträge zur Populationsökologie und zur Erforschung der biologischen Schädlingsbekämpfung. Bis 1985 war er Professor am  College of Natural Resources der University of California, Berkeley, wo er das Zentrum für biologische Schädlingsbekämpfung aufbaute. Seine wissenschaftlichen Leistungen schlugen sich in über 200 wissenschaftlichen Publikationen nieder und wurden unter anderem mit dem Wolf-Preis ausgezeichnet.
1982 wurde Huffaker in die National Academy of Sciences gewählt.